# Ferdinand von Miller der Ältere

Ferdinand von Miller d. Ä.

Ferdinand Miller der Ältere, ab 1851 Ritter von Miller (* 18. Oktober 1813 in Fürstenfeldbruck; † 11. Februar 1887 in München), war ein bayerischer Bildhauer und Erzgießer. Als Inspektor der Königlichen Erzgießerei fertigte er die monumentale Bavaria in München und viele weitere Denkmäler. Er war Mitbegründer des Bayerischen Kunstgewerbevereins, ab 1869 Mitglied des Bayerischen Landtags und ab 1874 Mitglied des Deutschen Reichstags.

## Familie

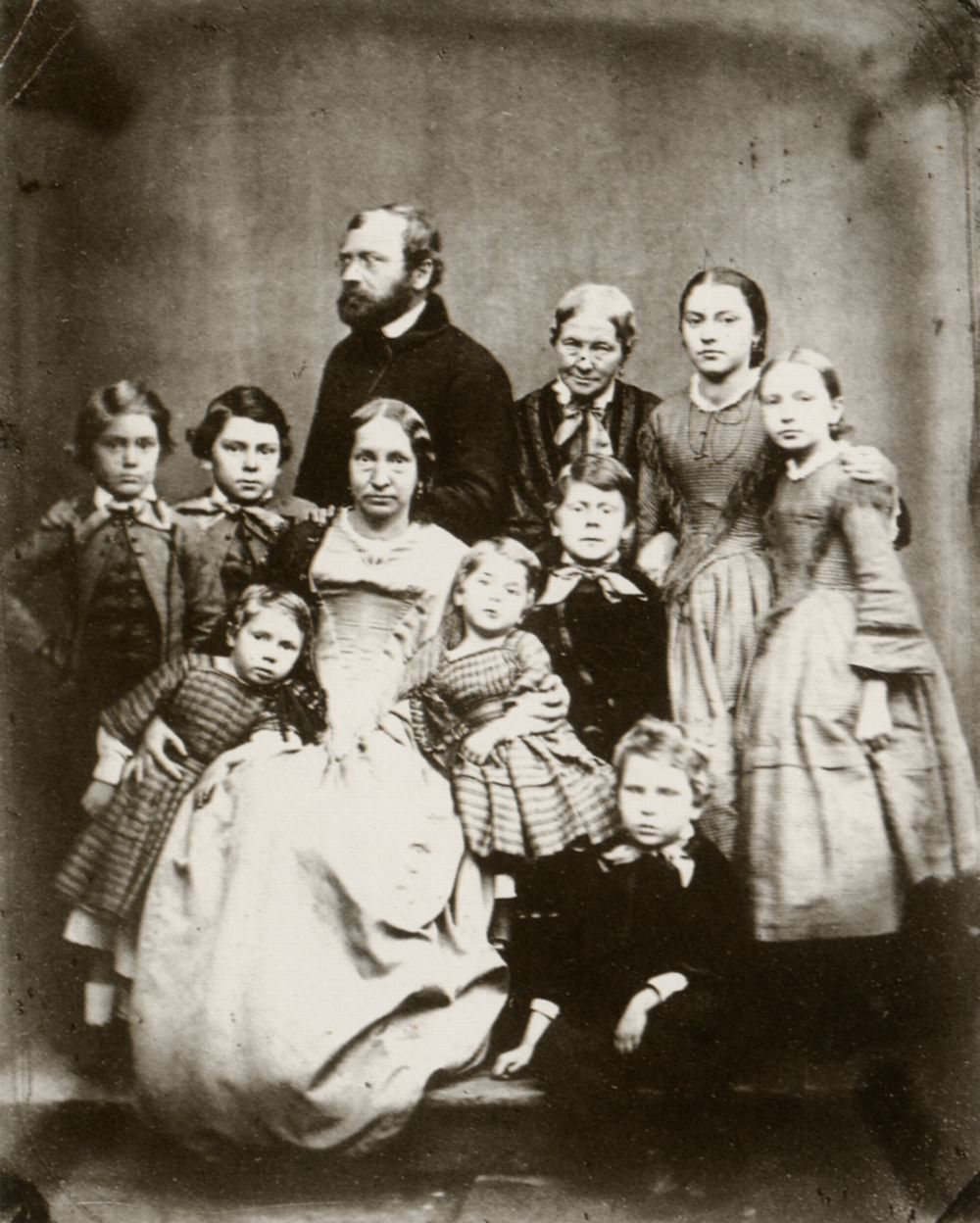
Ferdinand von Miller mit Familie, Foto von Alois Löcherer (1855)

Ferdinand von Miller entstammte einer oberbayerischen Familie aus Aichach. Seine Eltern waren Joseph Anton Miller und Julie Stiglmaier, die Schwester von Johann Baptist Stiglmaier, dem ersten Inspektor der Königlichen Erzgießerei in München.
1840 heiratete er Anna Pösl (1815–1890), die Tochter des Landshuter Regierungskanzlers, mit der er 14 Kinder hatte, von denen vier bereits im Kindsalter verstorben sind. Die zehn überlebenden Kinder waren:
- Fritz von Miller (1840–1921), Bildhauer
- Ferdinand von Miller d. J. (1842–1929) Erzgießer
- Anna von Miller (1843–1904)
- Julie von Miller (1846–1900)
- Alfons von Miller (1847–1901), Kaufmann
- Wilhelm von Miller (1848–1899), Professor der Chemie
- Ludwig von Miller (1850–1912), Erzgießer
- Christoph von Miller (1851–1891), Landwirt
- Winfried von Miller (1854–1925), Maler
- Oskar von Miller (1855–1934), der Elektroingenieur und Gründer des Deutschen Museums.[1]

## Leben und Werk
Miller arbeitete in der Königlichen Erzgießerei anfangs unter seinem Onkel Stiglmaier als Hilfsarbeiter. Schnell erkannte dieser das Talent seines Neffen und ermöglichte dem begabten Jungen Besuche der Königlichen Akademie der Bildenden Künste München und der Kunstakademie in Paris, wo er Bekanntschaft mit Alexander von Humboldt machte. Dieser erzählte ihm von einem neuen Projekt König Ludwigs I., bei dem eine überlebensgroße Figur, die „Bavaria“ gegossen werden sollte. Miller kehrte nach München zurück, übernahm die Königliche Erzgießerei in der Nachfolge seines Onkels als Erster Inspektor und arbeitete von nun an am Projekt „Bavaria“. Ganze acht Jahre brauchte er für den 15 Meter hohen Kopf der Figur und verarbeitete 87.360 kg Erz. Das gigantische Werk wurde schließlich 1850 feierlich enthüllt.
Miller fertigte auch die Quadriga für das Münchner Siegestor. Als er von der 1. Weltausstellung (1851) in London erfuhr, kam ihm der Gedanke, einen der Löwen dort zu präsentieren. Der Transport stellte eine große finanzielle und logistische Herausforderung dar. Die Mühe zahlte sich jedoch aus: Der Erzgießer aus München gewann den ersten Preis und konnte die gewonnene internationale Aufmerksamkeit nutzen, Aufträge aus aller Welt zu gewinnen.
Die Arbeiten Millers erreichten bald Weltruhm. Auch in Amerika waren seine Werke bekannt und es dauerte nicht lange, bis der Bildhauer Thomas Crawford seine Entwürfe nach München sandte. Miller fertigte zum Beispiel ein 22 Fuß hohes Reitermodell George Washingtons. Zu Millers weiteren Arbeiten gehören auch Tore für das Kapitol in Washington, D.C., eine Reiterstatue für die Regierung in Kolumbien und das Goethe-Schiller-Denkmal in Weimar. Ein weiterer Guss Millers ist die Schillerstatue, modelliert vom Münchner Bildhauer Max von Widnmann, die seit 1891 im Schillerpark in Columbus steht.
1863 erblindete Ferdinand von Miller auf einem Auge durch Netzhautablösung. 1878 erwarb er die Erzgießerei vom bayerischen Staat.

## Grabstätte

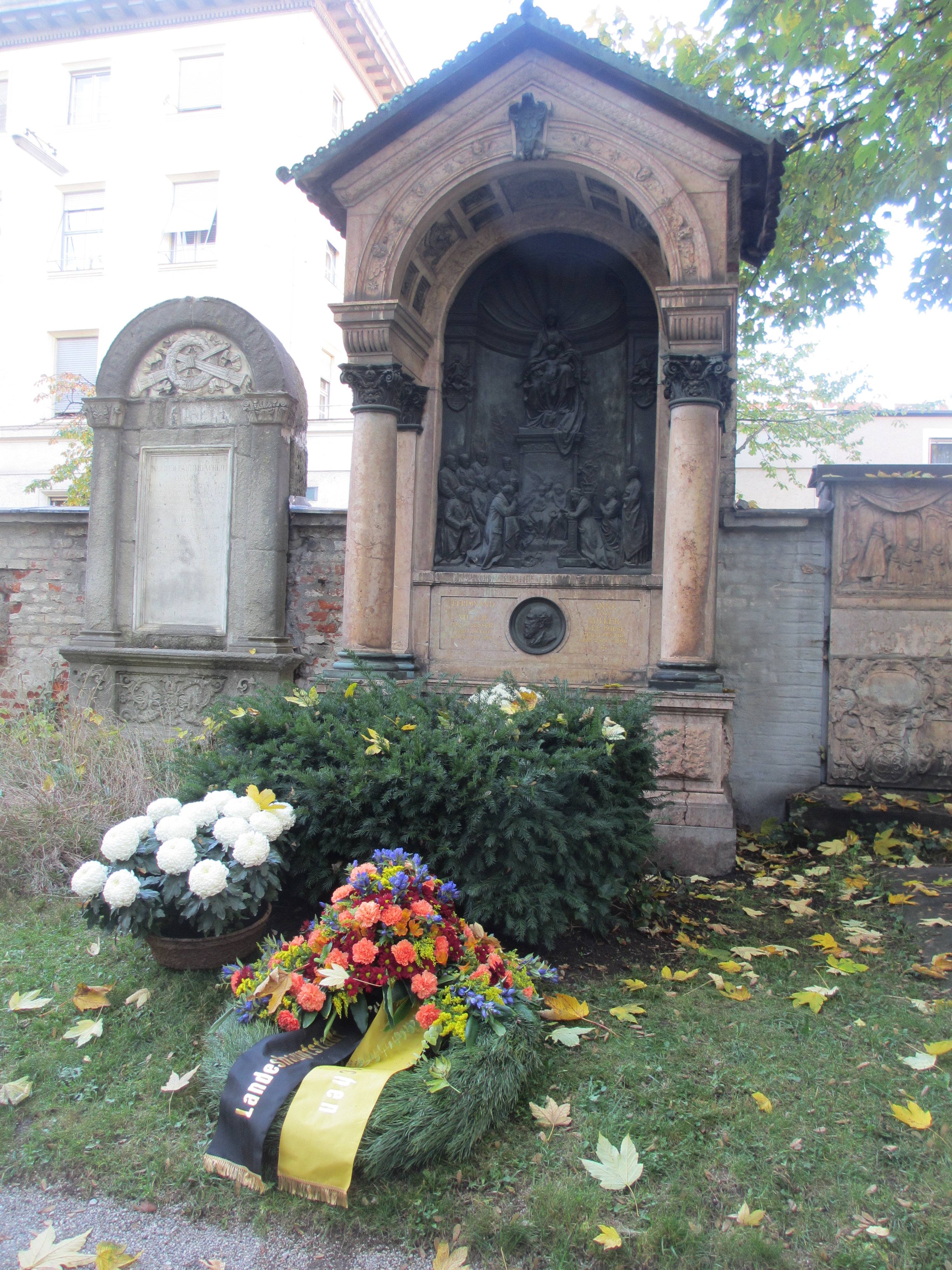
Grab von Ferdinand Miller auf dem Alten Südlichen Friedhof in München

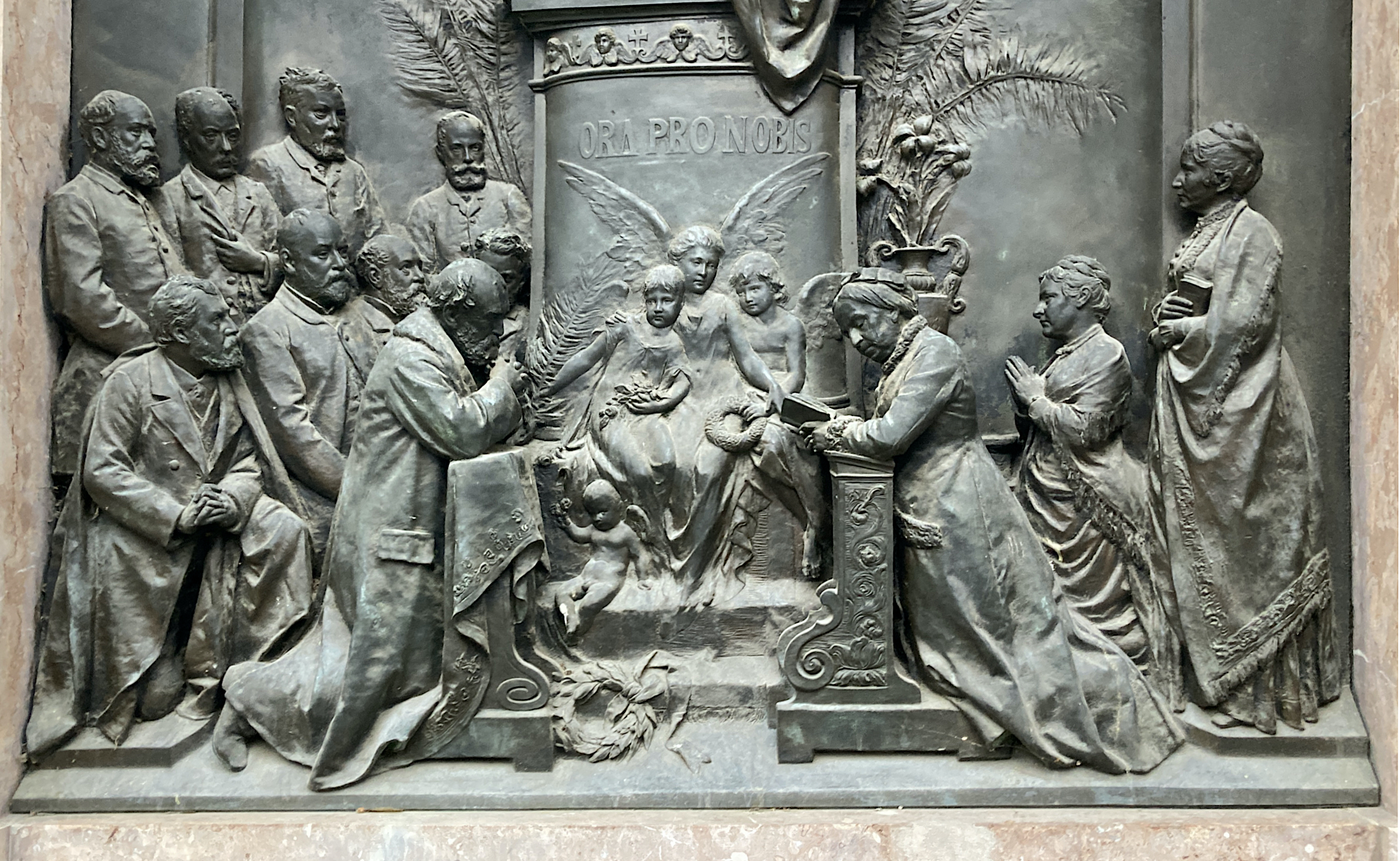
Bronzeplatte auf Grab mit der ganzen Familie Miller

Die Grabstätte von Ferdinand Miller befindet sich auf dem Alten Südlichen Friedhof in München (Mauer Rechts Platz 79/80 bei Gräberfeld 4) Standort. Das Grabmal wurde von Leonhard Romeis entworfen. Die eingearbeiteten Bronzen sind von Ferdinand von Millers Sohn Ferdinand von Miller d. J. gestaltet und gegossen. Das große Relief zeigt Maria mit dem Jesuskind, links vom Sockel sind abgebildet Ferdinand von Miller mit seinen Söhnen Fritz, Ferdinand, Wilhelm, Ludwig, Alfons, Christoph, Winfried und Oskar. Rechts vom Sockel befinden sich seine Frau Anna und die Töchter Anna und Julie. Die vier früh verstorbenen Kinder Millers sind als Engelsfiguren in der Mitte des Sockels abgebildet.

## Ehrungen
In Anerkennung seiner Verdienste wurde Miller nach Fertigstellung der „Bavaria“ am 1. Januar 1851 mit dem Verdienstorden der Bayerischen Krone ausgezeichnet und aufgrund der Ordensstatuten als Ritter von Miller in den bayerischen persönlichen Adelsstand erhoben. Am 12. Oktober 1875 erhielt er zudem den bayerischen erblichen Adelsstand und wurde am 30. Dezember 1875 in der Adelsmatrikel des Königreiches Bayern bei der Adelsklasse immatrikuliert. Seine Büste fand Aufstellung in der Ruhmeshalle in München. Er war Mitglied des Münchner Vereins für Christliche Kunst. In Fürstenfeldbruck (Oberbayern) wurde eine Realschule nach ihm benannt; zur Erinnerung an das bereits abgebrochene Geburtshaus wurde – wohl 1936 – eine Relieftafel geschaffen (Hauptstraße 15). 1876 erhielt er die Goldene Bürgermedaille der Landeshauptstadt München. Im Jahr 1909 wurde er zum Ehrenmitglied der Dresdner Kunstakademie ernannt.

## Namensgeber für Straße
Nach Ferdinand von Miller d. Ä. wurde als Erstbenennung 1887 in München im Stadtteil Maxvorstadt neben der St.-Benno-Kirche in der Nähe des Standorts der ehemaligen Erzgießerei der Ferdinand-Miller-Platz benannt Standort. Er hatte das Baugelände für die St.-Benno-Kirche unentgeltlich zur Verfügung gestellt.

## Liste der von Miller gefertigten Denkmäler

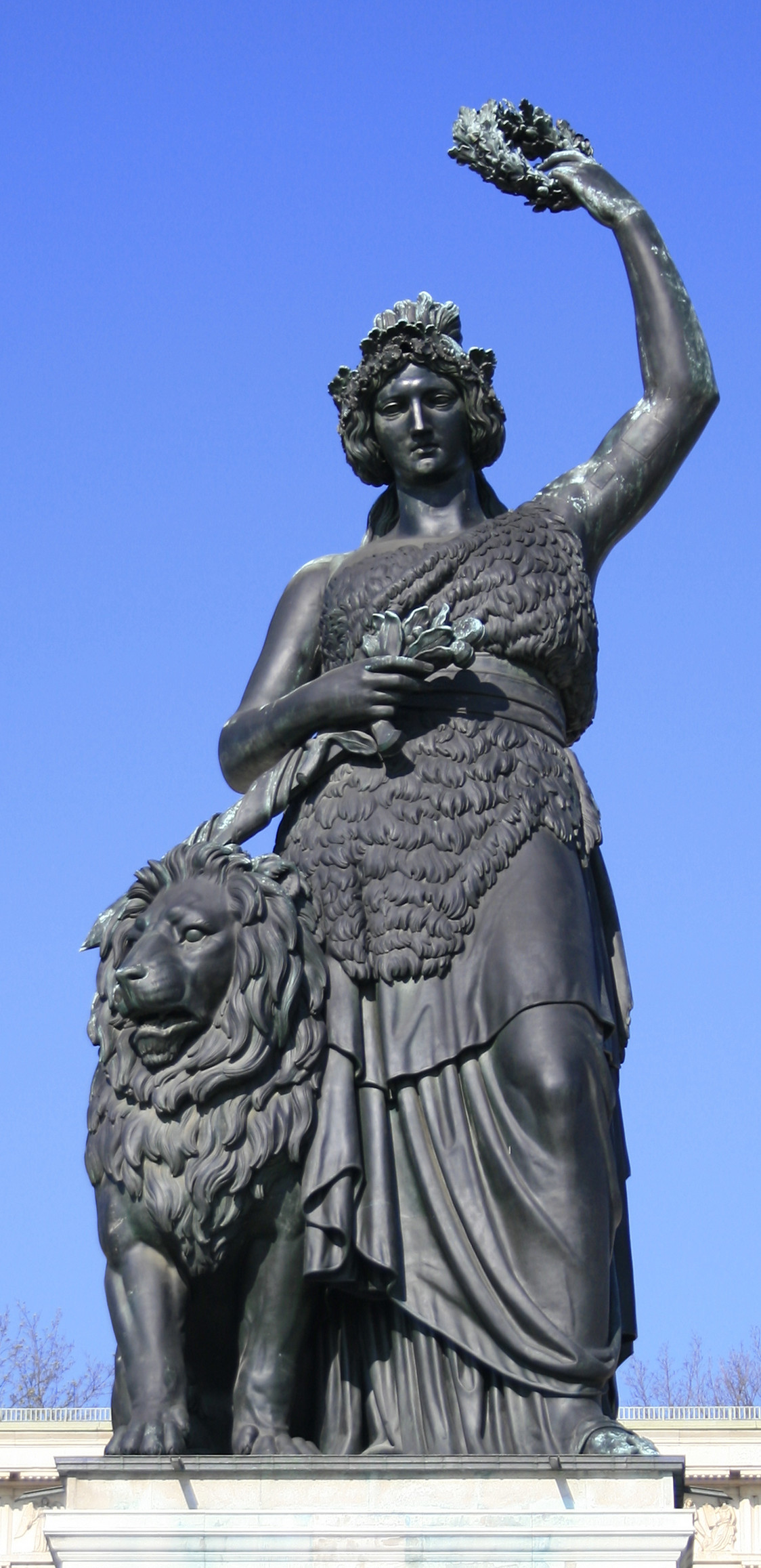
Die Bavaria an der Ruhmeshalle München

- Bad Brückenau Staatsbad Brückenau: Denkmal König Ludwig I.
- Bad Tölz: Kaspar III. Winzerer, Denkmal in der Marktstraße
- Bamberg: Maximiliansbrunnen 1880
- Berlin: Reiterstandbild Kaiser Friedrich III., Museumsinsel, vor dem Kaiser-Friedrich-Museum
- Breslau: Reiterstandbild Kaiser Wilhelm I., neben der Corpus-Christi-Kirche
- Dinkelsbühl: Denkmal des Jugendschriftstellers Christoph von Schmid (Entwurf von Max von Widnmann)[10]
- Dortmund: Kriegerdenkmal 1870/71 am Hiltropwall
- Dresden: Krieger- und Siegesdenkmal 1871, auf dem Altmarkt
- Ehingen: Kaiser-Wilhelm-I.-Büste im Kaiser-Wilhelm-Gedächtnisturm auf dem Wolfert
- Elbing: Kreis-Kriegerdenkmal 1870/71
- Frankfurt am Main: Goethedenkmal auf dem Goetheplatz
- Friedrichshafen: Büste zum Kaiser-Wilhelm-I.-Denkmal im Stadtpark
- Landshut: Denkmal für Herzog Ludwig den Reichen nach Entwurf von Friedrich Brugger
- Mannheim: Schillerdenkmal (1862) auf dem Schillerplatz und August-Wilhelm-Iffland-Standbild (1864) ehemals auf dem Schillerplatz, im 2. Weltkrieg durch Bomben zerstört[11]
- Metz: Reiterstandbild Kaiser Wilhelm I. (1889–1892) auf der Esplanade
- München: Schillerdenkmal am Maximiliansplatz (gegossen 1863), Reiterstandbild Prinzregent Luitpold am Neuen Rathaus[12] und Bayerisches Armeedenkmal 1892 in der Feldherrnhalle, Reiterstandbild König Ludwig I. am Odeonsplatz
- Neunkirchen (Saar): Kaiser-Wilhelm-I.-Standbild auf dem Marktplatz
- Neustadt an der Weinstraße: Germania-Denkmal, Karolinenstraße
- Nürnberg: Prinzregent Luitpold-Reiterstandbild vor dem Bahnhofsgebäude
- Rheydt-Geneiken: Kaiser-Wilhelm-I.-Büstendenkmal auf dem Kaiserplatz
- Rüdesheim am Rhein: Germania-Standbild auf dem Niederwalddenkmal
- Stuttgart-Bad Cannstatt: Reiterstandbild König Wilhelm I. von Württemberg
- Stuttgart: Allegorische Figuren von Kunst, Wissenschaft, Gewerbe und Wehrstand an der Jubiläumssäule auf dem Schlossplatz
- Trier: Kaiser-Wilhelm-I.-Standbild auf der Domfreihof
- Trier: Balduinbrunnen: Bronzestatue des Trierer Kurfürsten und Erzbischofs Balduin von Luxemburg
- Weimar: Johann-Gottfried-von-Herder-Standbild auf dem Herderplatz
- Würzburg: Frankoniabrunnen

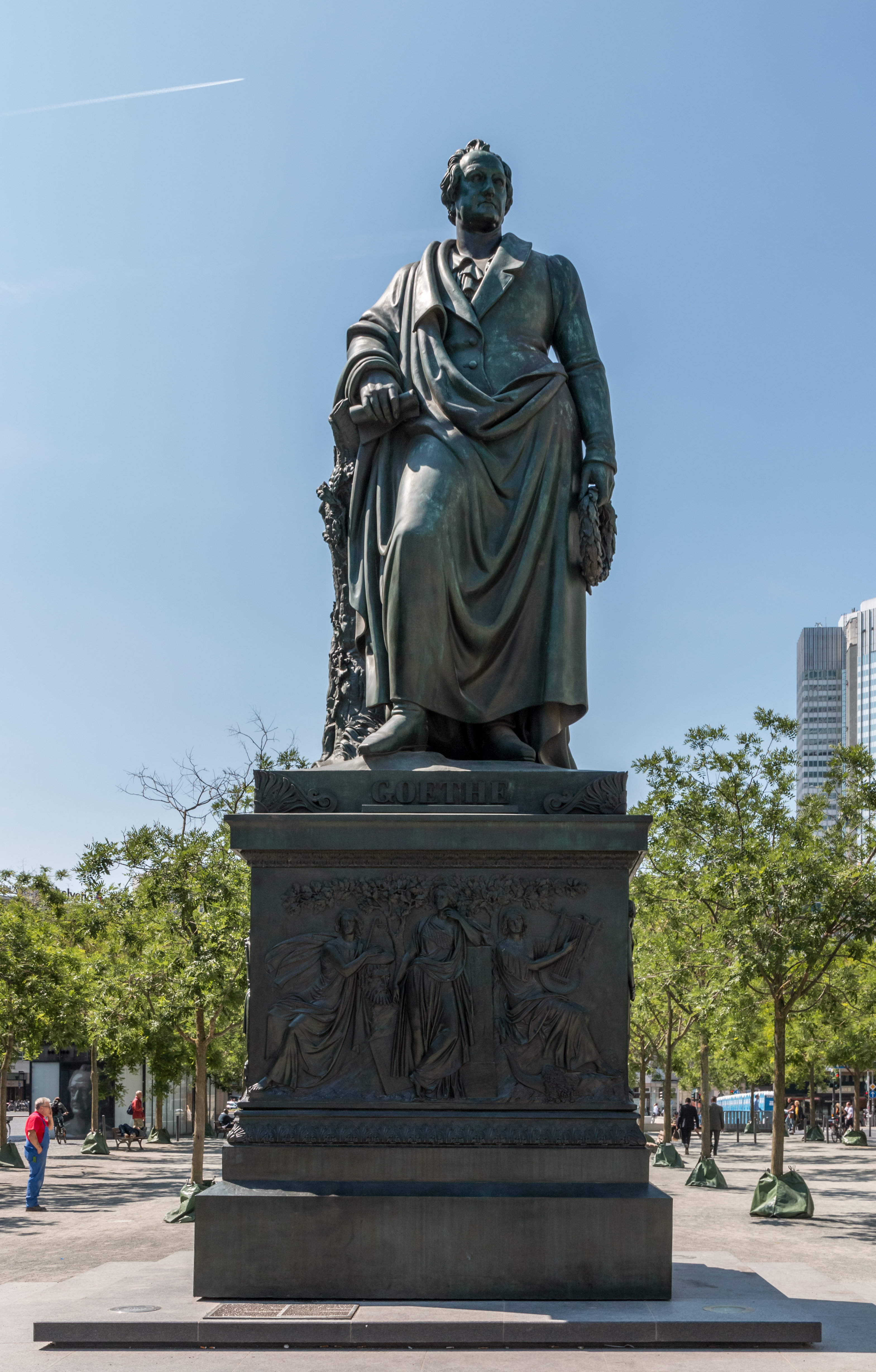
Goethedenkmal Frankfurt
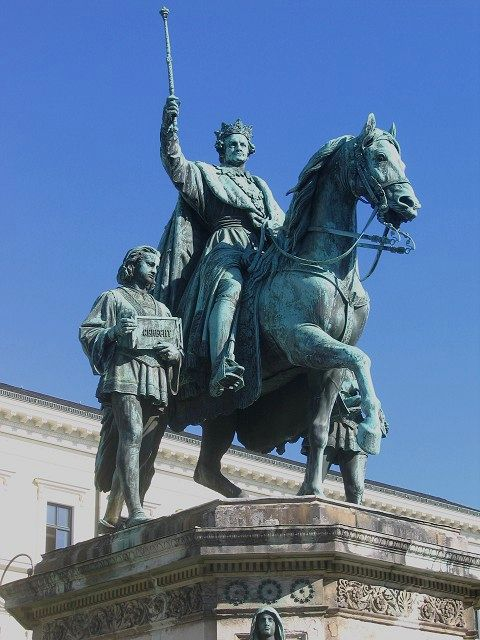
Reiterstandbild Ludwigs I. am Odeonsplatz in München
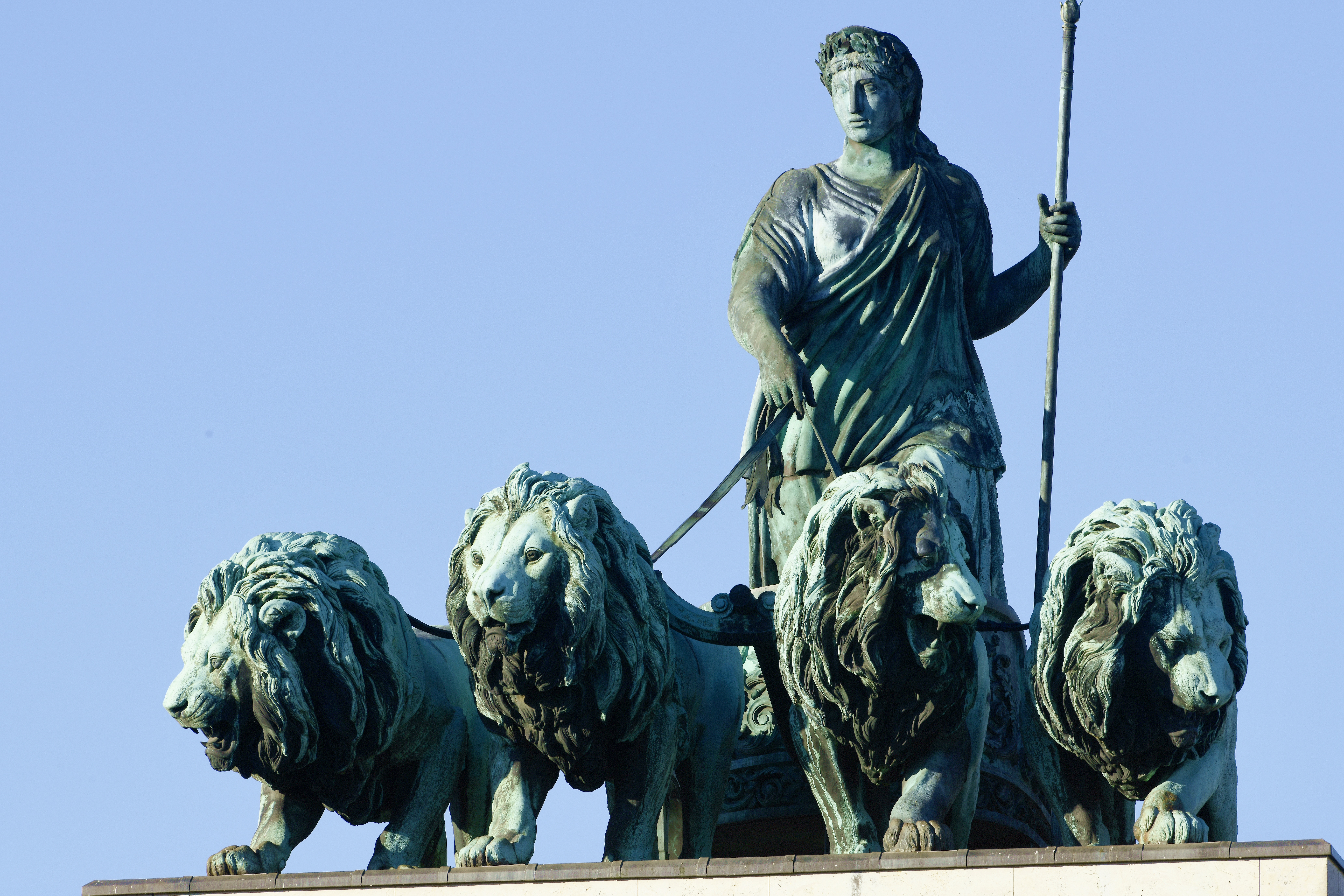
Siegestor-Quadriga München
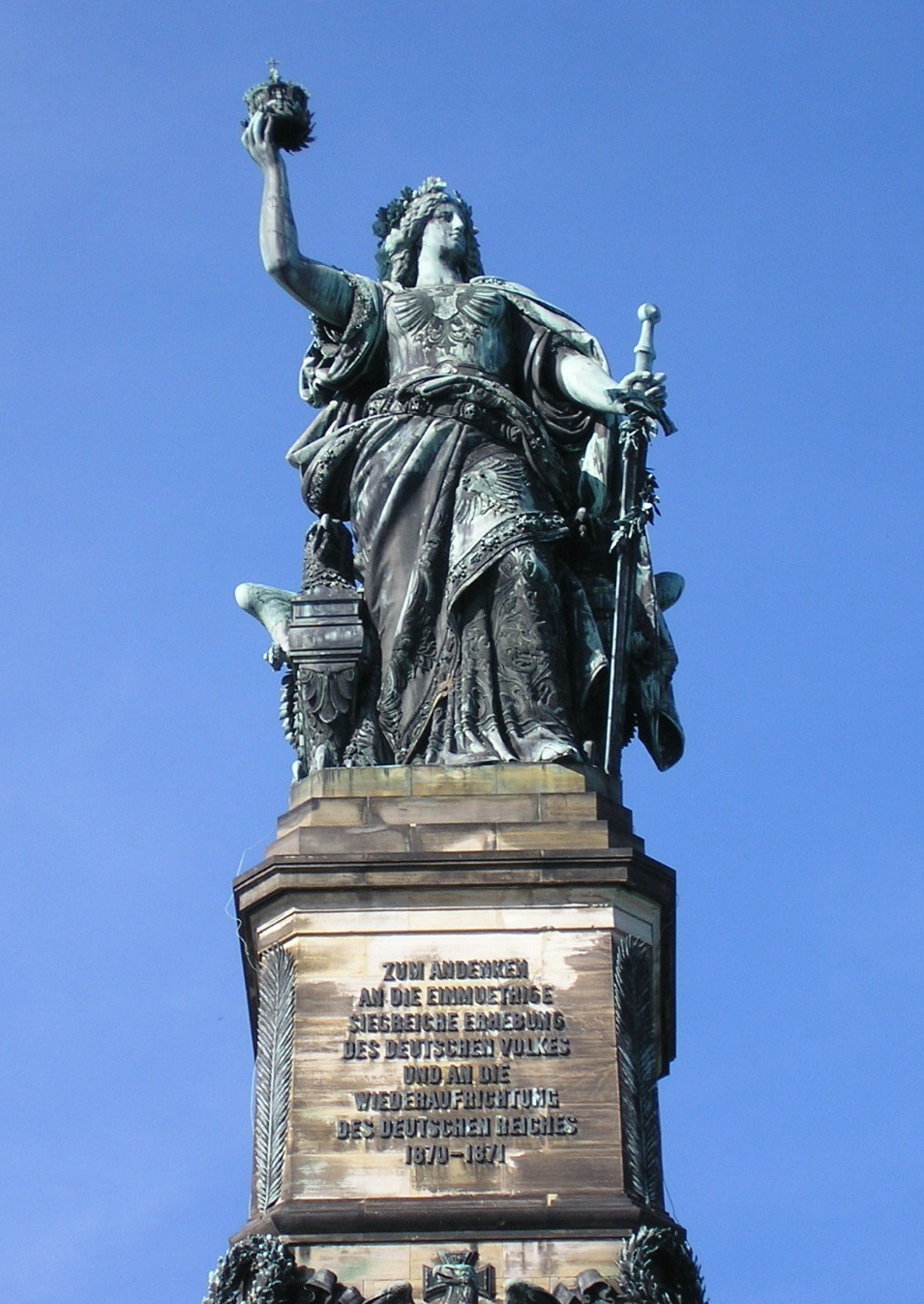
Niederwalddenkmal-Germania Rüdesheim
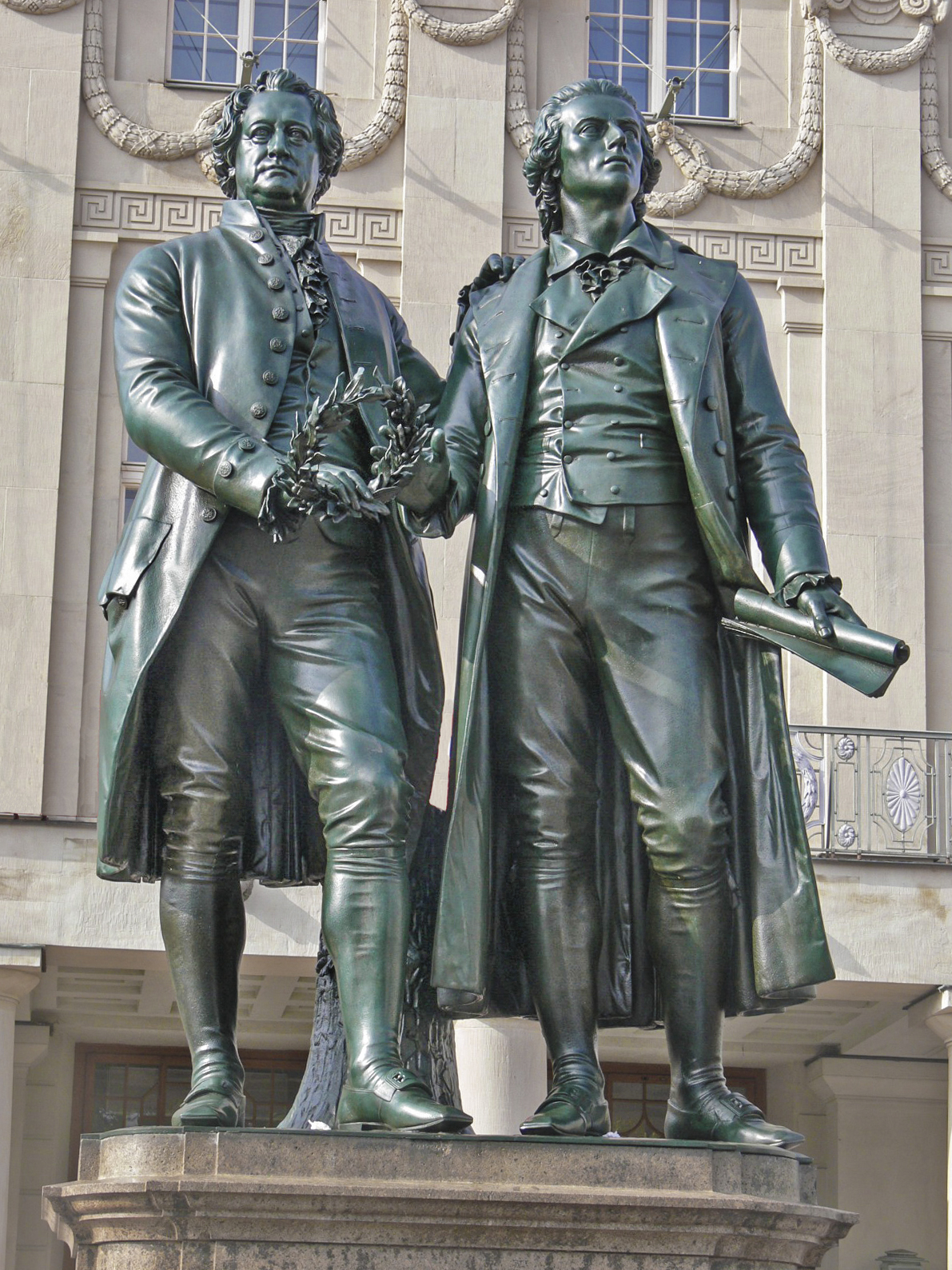
Goethe-Schiller-Denkmal Weimar
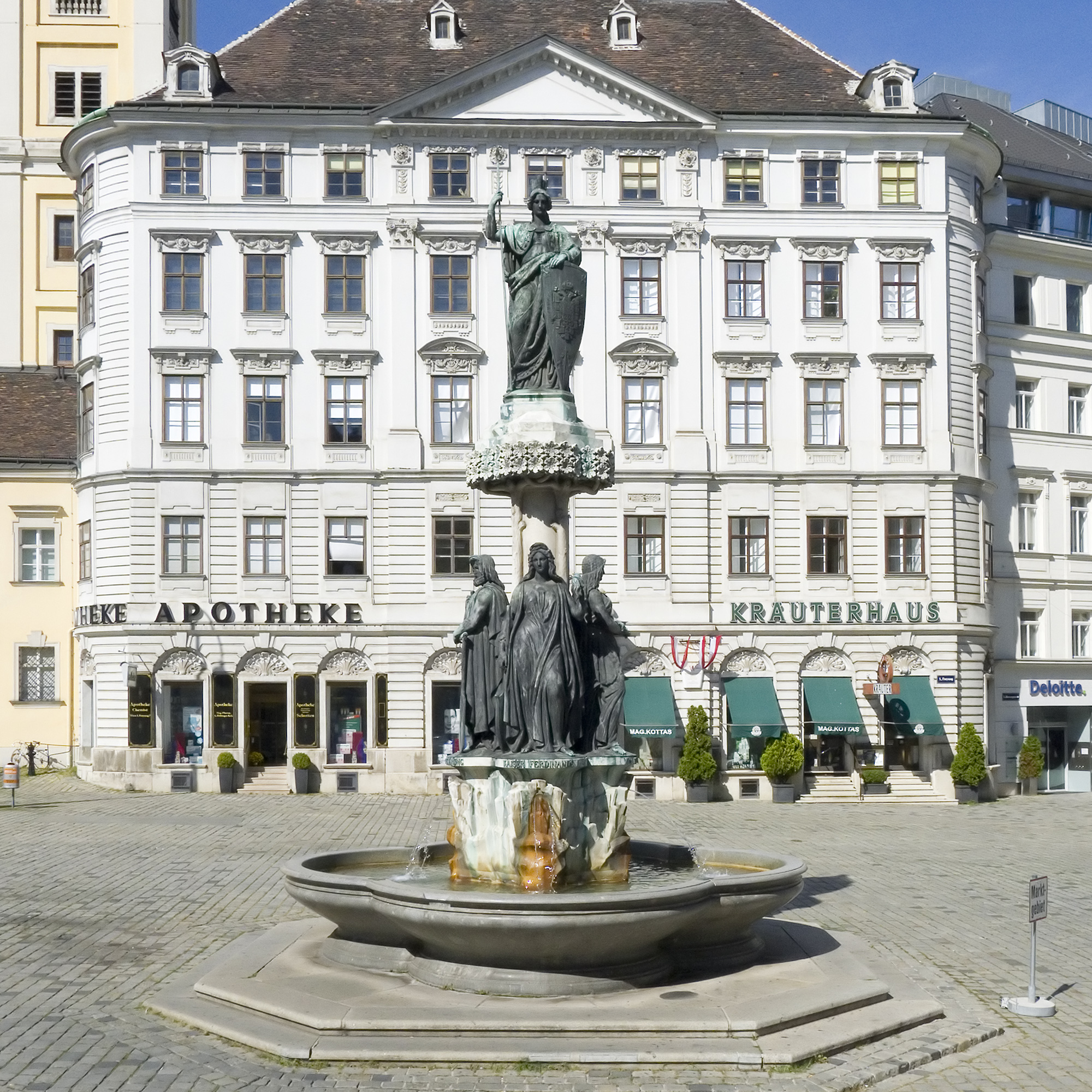
Austriabrunnen Wien
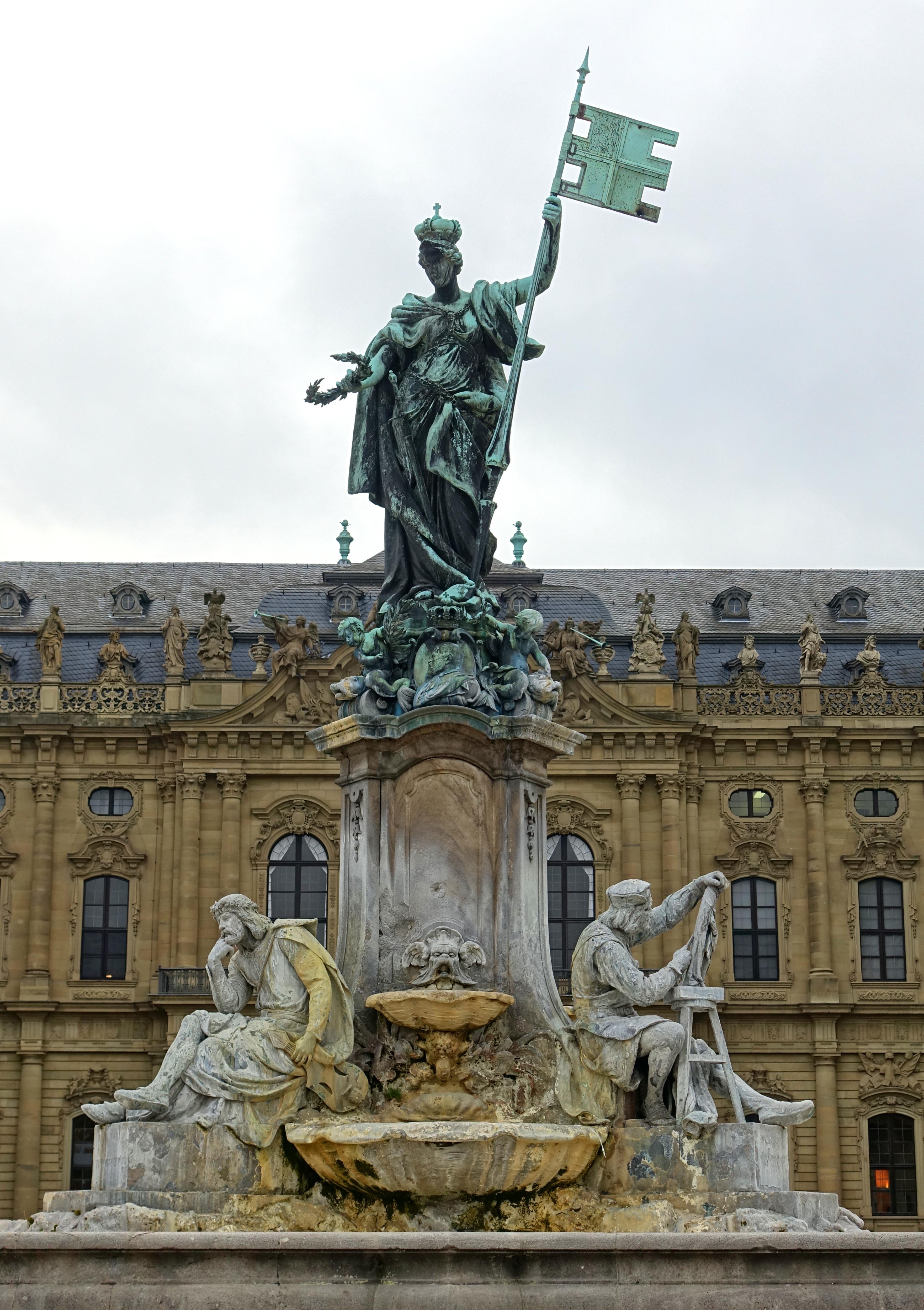
Frankoniabrunnen Würzburg
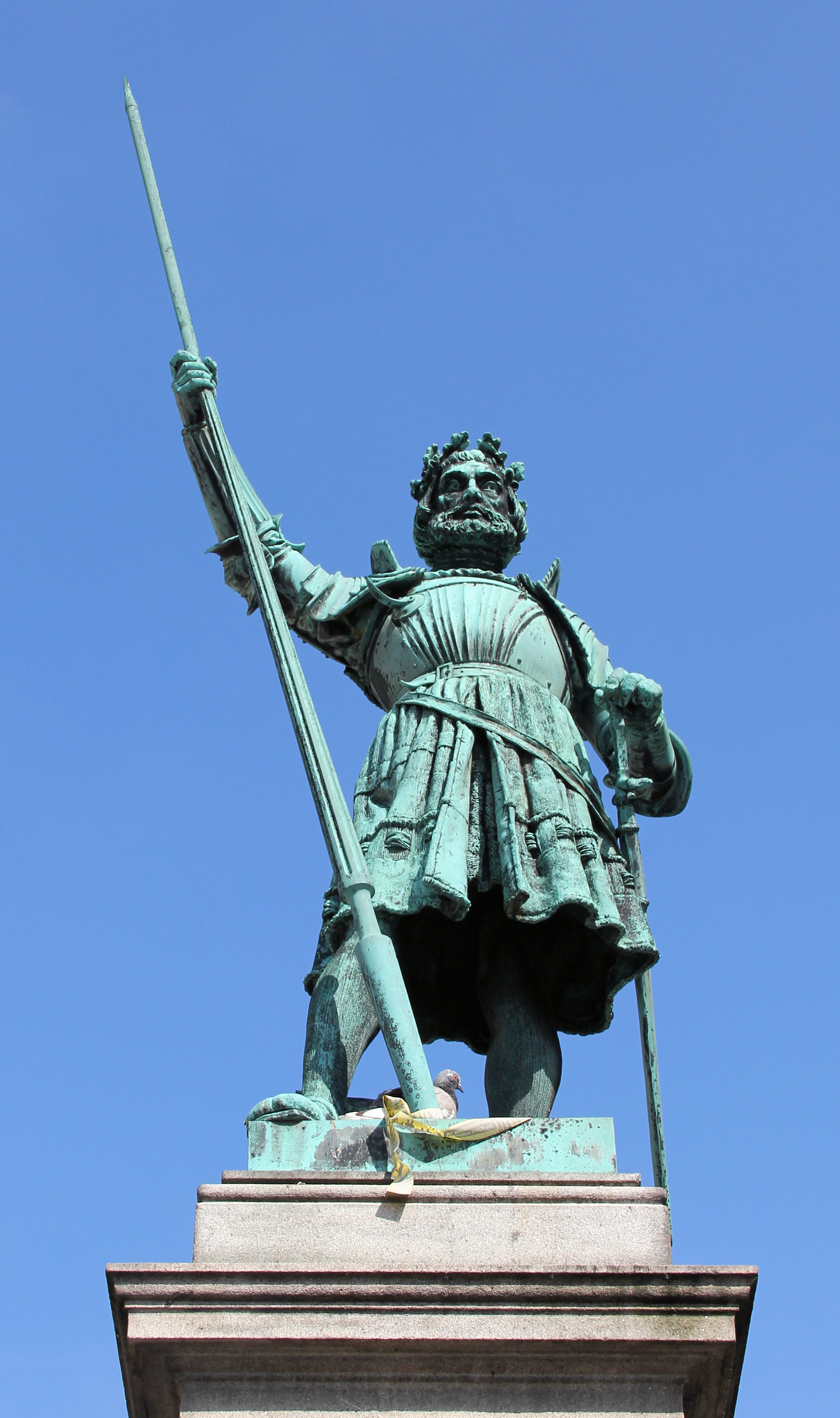
Kaspar III. Winzerer-Statue in Bad Tölz